# 大紅姬緣蝽
大紅姬緣蝽（學名：Leptocoris abdominalis），又名大紅姬緣椿象，俗稱紅椿象、無患子椿象、臭屁蟲，為姬緣蝽科紅姬緣蝽屬下的一種椿象。一般說的「紅姬緣椿象」即指本種，但有時也用於代稱同屬的小紅姬緣蝽。

## 特徵
大紅姬緣蝽成蟲體長約13-16公釐，雌蟲身形稍大。體色呈鮮紅色至紅褐色，小盾板周遭有較淡的黑色V字型斑紋，膜質的後翅及觸角和足為黑色。
觸角分為4節，布滿剛毛。口器亦分為4節，為刺吸式口器，可刺穿堅硬的樹皮或種子吸食汁液。步足跗節3節，前端具有兩個尖爪。雄性成蟲的外生殖器明顯，可依此辨認性別。
蟲體剛蛻完皮時通體為鮮紅色，翅芽和體色相仿，而後逐漸轉黑。

## 習性
大紅姬緣蝽在台灣普遍分布於平地至低海拔山區，好發於2~5月間，無論若成蟲皆以台灣欒樹、龍眼等無患子科植物以及椰子等多種高大樹木之汁液為食，有時也會取食動物死屍的體液。
大紅姬緣蝽具有聚集成群的習性，若成蟲常大量群聚在台灣欒樹下吸食樹液及落下蒴果的種子汁液。牠們和台灣欒樹為共生關係，其取食行為並不會危及樹木生長，且其不具攻擊性，受到驚擾時只會快速逃走或飛離，因此對人類及環境無害。不過其鮮紅體色及大量發生貌往往造成民眾心生恐慌，有人甚至誤將其當成和荔枝椿象一樣會危害樹木及傷害人體的害蟲，而使用殺蟲藥劑撲殺或將與其生活關係密切的台灣欒樹砍除，造成鳥類等掠食者的食物短缺，可能引起整體生態的不平衡。因此政府單位也曾呼籲民眾不用過度驚慌，無須對其進行噴藥撲殺。

## 生活史
大紅姬緣蝽的繁殖期自每年的3~4月開始，5月之後慢慢減少，直到7～8月結束。雌蟲有集中產卵的習性，常將卵產在台灣欒樹的落果、落葉和樹皮上。卵經過約2個星期後孵化出1齡若蟲，若蟲需經歷5次蛻皮後方轉變為成蟲。從卵孵化到成蟲死亡平均歷時約54天。

## 亞種
大紅姬緣蝽有3個亞種：
- L. a. abdominalis Fabricius, 1803：指名亞種，在台灣有族群分布。
- L. a. blotei Gross, 1960
- L. a. taprobanensis Dallas, 1852